# アリエル (自動車)
アリエル（Ariel Motor Company Ltd. ）はイングランドのサマセット州クルーカーン (Crewkerne) にある小規模な自動車メーカー。社長のサイモン・ソーンダース (Simon Saunders) が1991年にソロクレスト社 (Solocrest Ltd) として創業した後、2001年に現社名に変更したが、オートバイのアリエルとは何の関係もない。イギリスでも最も小さい部類のバックヤードビルダーのひとつであり、従業員7人で、年に百台未満の生産しかしていない。
アリエルは、アリエル・アトムという軽量、高性能の車を製造しているが、そのエンジンとギアボックスはホンダ・シビックタイプRのものを用いている。アトムは、一般道を走行するものとしては世界初の外骨格型の車両であり、ボディも屋根も無く、チューブ・シャーシを中心に構成されており、重量は500キログラムにも満たない。これによって、スーパーチャージャー付きのモデルでは、パワーウェイトレシオ（出力重量比、馬力重量）はトンあたり 600 bhp (450 kW) を超える。

## 車種
- アリエル・アトム
- アリエル・ノマド
- アリエル・エース
- アリエル・ハイパーカー[3][4]